# Кантемир, Дмитрий Константинович
Д(и)ми́трий Константинович Кантеми́р (лат. Demetrius Cantemirius, рум. Dimitrie Cantemir, 26 октября [5 ноября] 1673, Молдавское княжество — 21 августа [1 сентября] 1723, поместье Дмитровка, Киевская губерния) — молдавский господарь, российский государственный деятель, учёный, историк и философ.
Господарь Молдавского княжества (1693, 1710—1711). Светлейший князь России (1711) и Священной Римской империи (1723), российский сенатор (1721) и тайный советник (1722). Член Берлинской академии наук (1714), один из основателей Санкт-Петербургской академии наук.

## Биография

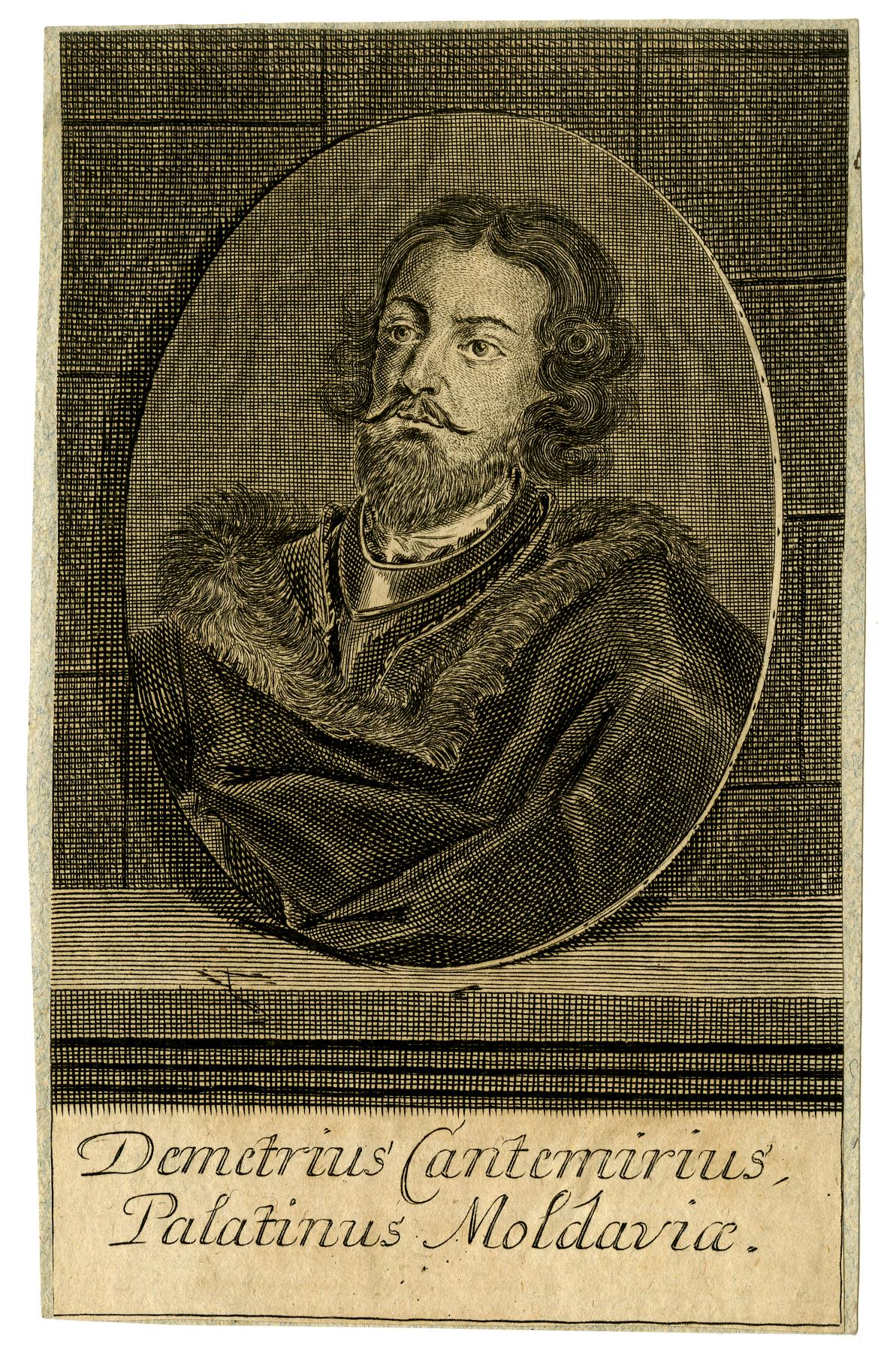
Портрет Дмитрия Кантемира 1710 года

Дмитрий Кантемир родился в молдавском селе Силиштень (рум. Silișteni; ныне коммуна Дмитрий Кантемир, жудец Васлуй, Румыния) в семье господаря Константина Кантемира, который в свою очередь происходил от крымскотатарского княжеского рода Кантемиров. Дмитрий рано потерял мать. Отец, будучи сам неграмотным, пригласил для детей греческих учителей и дал им хорошее домашнее образование.
Вступив в 1685 году на молдавский престол, Константин Кантемир должен был по обычаям того времени послать в Константинополь заложником одного из своих сыновей, сначала старшего — Антиоха, а в 1687 г. вместо него младшего, Дмитрия. (Некоторые источники указывают иные даты: 1688 и 1689.) Во время трехлетнего пребывания в столице империи Кантемир усовершенствовал свои познания в литературе, философии, музыке, турецком, арабском, персидском языке.
В 1691 году Кантемир вернулся в Яссы, а после смерти отца в 1693 году был избран господарем, однако под давлением соперника Кантемиров князя Валахии Константина Брынковяну Порта сместила Дмитрия уже через двадцать дней. Он возвратился в Константинополь, где с небольшими перерывами жил до 1710 года. В этот период Кантемир публиковал свои первые труды по философии, этике, музыке, составлял описания Молдавии и Турции.
В 1710 году, во время войны Турции с Россией, Дмитрий Кантемир был назначен молдавским князем и должен был принять участие в военных действиях. Надежды, возлагавшиеся турецким двором на Кантемира, свидетельствуют о его умении скрывать замыслы. Ещё в Константинополе он связался с русскими дипломатами и оказывал содействие послу П. А. Толстому.
Недовольный визирем и желая избавить свою страну от турецкого ига, Кантемир 13 апреля 1711 года в Луцке заключил с Петром I договор, обязуясь сообщать ему о турецких делах. Договор содержал 17 пунктов и в основных положениях повторял соглашение, подписанное митрополитом Гедеоном в 1656 году. Молдавское княжество должно было вступить в русское подданство, сохраняя статус независимого, суверенного государства и прежних обычаев внутри страны. Сохранялись и привилегии молдавских бояр. Господарский престол закреплялся за династией Кантемиров. Молдавскому княжеству возвращались земли, захваченные Турцией и превращённые в райи, страна освобождалась от турецкой дани. Договор после обнародования встретил поддержку всего молдавского населения. Лишь небольшая группа бояр была против разрыва с Турцией. Договор Кантемира был выгоден для Молдавии, так как в случае его претворения в жизнь страна освобождалась от турецкого гнёта, отделялась от движущейся к упадку Турции и присоединялась к находящейся в то время на подъёме России.

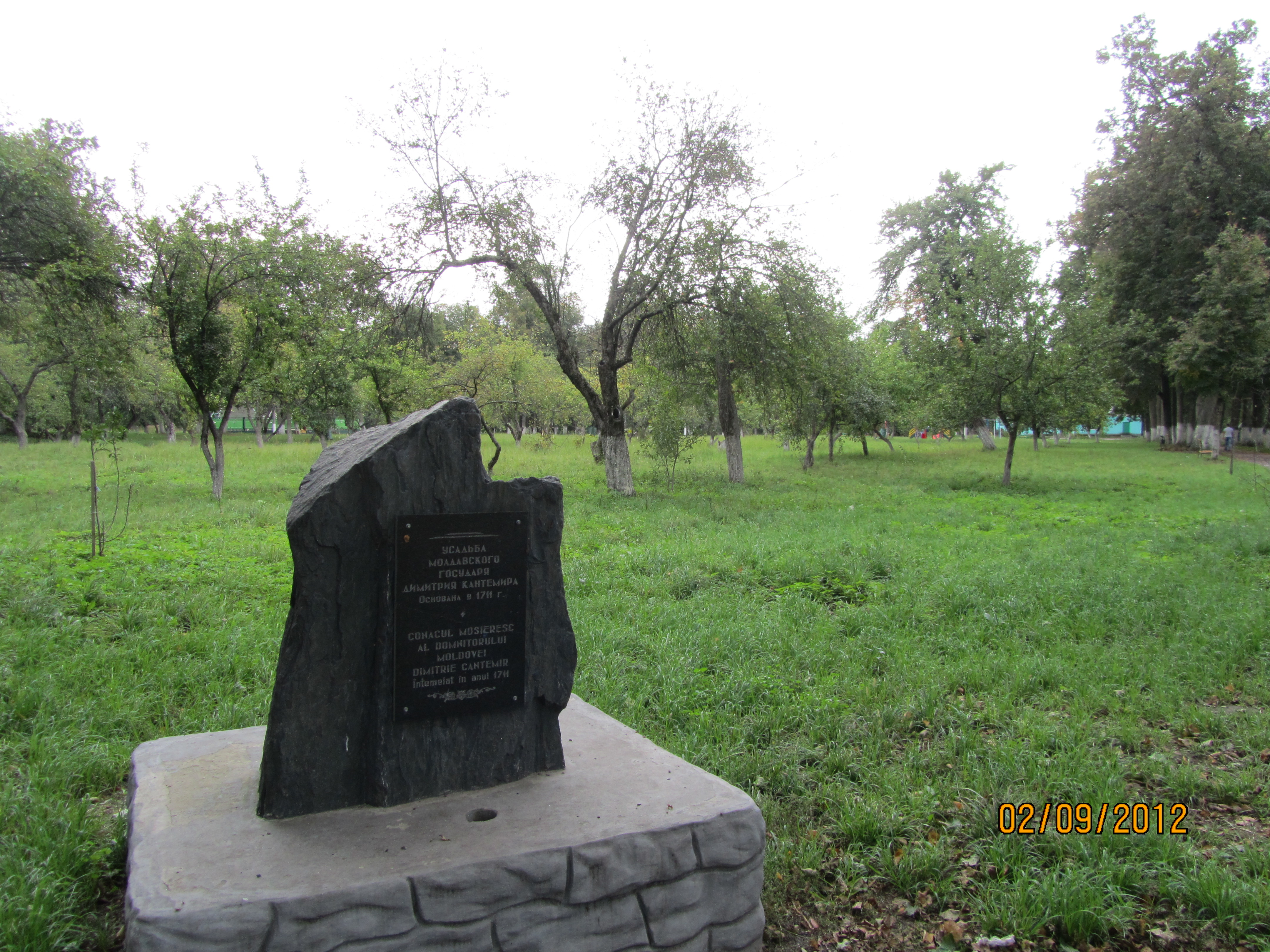
Памятный знак на месте Дмитровской усадьбы князя Кантемира

С армией, которую возглавлял фельдмаршал Шереметев, в Молдавию отправился лично царь Пётр I. На реке Прут, примерно в 75 км к югу от Ясс, 38-тысячная русская армия была прижата к правому берегу союзными 120-тысячной турецкой армией и 70-тысячной конницей крымских татар. Решительное сопротивление русских заставило турецкого командующего заключить мирное соглашение, по которому русская армия вырвалась из безнадёжного окружения ценой уступки Турции ранее завоёванного в 1696 году Азова и побережья Азовского моря. Молдавия оставалась под турецким гнётом.

Памятник Дмитрию Кантемиру
в Царицыно

По окончании Прутского похода Дмитрий Кантемир с 1000 молдавских бояр прибыл в Россию и получил княжеское достоинство Российской империи с титулом светлости, значительную пенсию, Димитровку, Кантемировку и иные имения в нынешней Орловской области, а также право жизни и смерти над прибывшими с ним в Россию молдаванами.
Во время похода Петра в Персию Кантемир управлял походной канцелярией царя и составлял разные воззвания и манифесты к жителям Персии.
Рассматривался как кандидат на пост Президента Академии наук.

### Дети
Оставил двух дочерей и четырёх сыновей. Одна из его дочерей, Мария Кантемир, стала любовницей Петра I и вынашивала его сына, так что шли разговоры о замене ею Екатерины, но мальчик не выжил.

## Недвижимость в собственности
Помимо Димитровки, где он умер, Кантемиру принадлежали подмосковное имение Чёрная Грязь (ныне территория музея-заповедника Царицыно) и дом в петербургском Мраморном переулке — первая самостоятельная работа Б. Растрелли (не сохранился).

«Князь Димитрий был средняго росту, более сух, нежели толст. Вид имел приятный и речь тихую, ласковую и разумную. Вставал он обыкновенно в пять часов по утру и, выкурив трубку табаку, пил кофе по турецкому обыкновению; напоследок в кабинете своем упражнялся в науках до полудни; сие было часом его обеда. В столе любимое его кушанье – цыплята, изготовленные с щавелем. Он не пил никогда цельнаго вина с тех пор, как случилось ему быть больну две недели от излишества онаго: сей случай вселил в него омерзение к питию. Он имел привычку несколько спать после обеда, потом возвращался паки к учению до семи часов. Тогда он входил в домашния свои дела и надзирал над своим семейством. Он ужинал с оным в десять часов и ложился в полночь. В последовании, будучи сделан членом сената, находил себя обязанным переменить образ жизни...»

## Похороны и «перезахоронение останков» Кантемира в Румынии
Дмитрий Кантемир был похоронен в соборе Николо-Греческого монастыря в Москве. В этом же соборе были позднее похоронены усилиями Марии Кантемир останки умершего в Париже Антиоха Кантемира. Останки Кантемиров покоились в соборе, пережив пожар Москвы 1812 года. В советский период начались преследования духовенства и верующих. В 1923 году Николо-Греческий монастырь был закрыт советскими властями и его помещения стояли опечатанные до 1935 года. Зимой 1935 года строения монастыря, включая захоронения, были снесены для постройки здания Народного комиссариата тяжелой промышленности СССР.
В последней декаде марта 1935 года руководство Народного комиссариата иностранных дел СССР получило информацию из Бюро по расчистке территории строящегося здания Наркомата тяжелой промышленности о том, что в подвалах разрушенного монастыря обнаружены могильные плиты отца и сына Кантемиров. Вероятно в открытии захоронений роль сыграл румынский революционер И. Дик. В своей автобиографии (составлена 10 июля 1936 года) Дик сообщал:

В 1925 году при проведении некоторых исторических исследований мною открыты в Москве останки молдавского господаря Димитрия Кантемира, которые по моему предложению в 1935 г., в июне месяце, были переданы Румынии как исторические ценности
В результате обращения Дика, 3 апреля 1935 года Давид Штерн переговорил с главой румынской дипломатической миссии в СССР Эдмондом Чунту. Чунту была предложена надгробная плита с могилы Дмитрия Кантемира. После беседы с Чунту Штерн обратился в Комитет по охране исторических памятников, к профессору Иванову. Штерн сообщил, что Народный комиссариат иностранных дел СССР решил передать Румынии три могильные плиты (после их обнаружения) — Дмитрия Кантемира, его жены и дочери. В связи с этим Штерн просил, чтобы Иванов установил «принадлежность надгробных плит указанным трем лицам», точно определил «место нахождения их останков» и подготовил все это «оформив соответствующими актами» для «передачи румынской миссии в Москве».
На момент обращения Штерна останки Кантемира были уже уничтожены. Ещё в начале февраля 1935 года руководство Комитета охраны памятников при Президиуме ВЦИК Совета рабочих, крестьянских и красноармейских депутатов обратилась с письмом в Государственный исторический музей. В этом письме содержалась просьба в виду «происходящего сноса собора бывшего Греческого монастыря на Никольской улице» произвести «вскрытие находящихся там гробниц для изъятия музейных вещей и вывезти в литературный уголок нового кладбища бывшего Новодевичьего монастыря останки первого российского сатирика Антиоха Кантемира». На это письмо была наложена резолюция: «К сожалению, ваше обращение опоздало на месяц». Это означало, что все захоронения, в том числе и Кантемиров, были снесены к январю 1935 года и вывезены на свалку со строительным мусором
Неудивительно, что Иванов в срок просьбу не выполнил. Штерн в письме от 14 мая 1935 года установил срок исполнения этой просьбы — 25 мая того же года. На этот раз «останки» нашли. 21 мая 1935 года группа археологов во главе со старшим научным сотрудником Государственного исторического музея Г. И. Червяковым приступила к раскопкам в церкви, где были захоронены останки Кантемиров. Были извлечены останки, на основе которых составили акт. Останки и акт были торжественно переданы румынской дипломатической миссии 1 июня 1935 года в одном из залов Государственного исторического музея. 4 июня 1935 года Чунту сообщил министру иностранных дел Румынии Николае Титулеску, что получил две исторические записки от Иванова, «которые позволяют нам не сомневаться в аутентичности найденных останков».
Российский историк В. И. Цвиркун выявил в акте Иванова ряд несоответствий:
- Иванов сообщает, что были найдены три надгробные плиты, на двух из которых можно расшифровать слова «Москва… в Москве». По мнению Иванова, данные о погребенных под этими плитами совпадают с датами смерти писателя Антиоха Кантемира. Так как в своем завещании Антиох просил похоронить его рядом с могилой отца, то Иванов сделал вывод, что «соседняя могила со стертой надписью принадлежит Дмитрию Кантемиру». Цвиркун отметил, что прочитанные слова с упоминанием Москвы никак не связаны с биографией Антиоха. На могильной плите должны быть упомянуты места рождения и смерти Антиоха — Константинополь и Санкт-Петербург;
- Иванов сообщил, что в могиле Дмитрия Кантемира были обнаружены «мужская одежда нерусского типа, сандалии из кожи и пояс — персидские». Цвиркун отметил, что Кантемир ещё в конце 1719 года сменил молдавские одежды на европейское платье;
- Иванов сослался на некие монастырские записи, согласно которым отец и сын Кантемиры были похоронены в «трапезной нижнего храма с правой стороны от входа». Цвиркун отметил, что вряд у Иванова были эти «записи», так как в 1923 году библиотека монастыря была частично уничтожена, а частично разворована.

«Останки» князя Дмитрия Кантемира были доставлены в Румынию. У румынской оппозиции возникли сомнения в их подлинности. Политик К. Аржитояну потребовал «научной экспертизы для определения их аутентичности». В экспертизе было отказано. «Останки Кантемира» поспешно захоронили в притворе кафедрального собора в Яссах, не дожидаясь постройки склепа. Министерство иностранных дел Румынии дало неофициальные инструкции прессе, которые остановили все споры насчет подлинности останков. Так возникла «гробница Кантемира» в соборе трех Святителей в Яссах.

## Творчество
Для своего времени Дмитрий Кантемир был необычайно образованным человеком; кроме родного молдавского знал турецкий, персидский, арабский, греческий, латинский, итальянский, русский и французский языки.
Первые научные труды Кантемира увидели свет в годы его пребывания в Константинополе. Философский трактат «Диванул сау гылчава ынцелептулуй ку лумя сау жюдецул суфлетулуй ку трупул» («Диван, или Спор мудреца с миром, или Тяжба души с телом») вышел в 1698 году в Яссах на греческом и молдавском языках. За ним последовали «Лаудэ кэтре изводитор ши кэтре виртутя ынвэцэтурий луй» («Хвала учителю и достоинству его учения») на молдавском и «Sacro sanctae scientiae indempingibilis imago» («Священной науки неописуемый образ» на латыни (1700 г.). В этих трудах получила развитие натурфилософская система Ван Гельмонта. В этот период написана «Compendiolum universae logices institutiones» («Всеобщая сокращенная логика»), посвященная теории познания.
В 1703—1704 гг. Кантемир создает «Книгу науки музыки» («Edvar-i Musiki»), а в 1704—1705 гг. — первый роман на молдавском языке «Иероглифическая история» (опубликован в 1883 г.)
Кантемир внес большой вклад в развитие турецкой музыки. Он стал виртуозным исполнителем на танбуре и нае, организовал музыкальную школу, собирал и записывал турецкие мелодии, используя оригинальную музыкальную нотацию собственного изобретения, и завоевал широкую известность как композитор. Его произведения исполняются в концертах турецкой классической музыки до сих пор.

В России Дмитрий Кантемир продолжил свои научные изыскания, на которые оказали большое влияние петровские реформы. 
В деле расширения кругозора Петра I можно сравнить роль Дмитрия Кантимира в отношении стран Востока с ролью Франца Лефорта в отношении стран Запада
.
Огромное значение для своего времени сыграл его труд «Книга Систима, или Состояние мухаммеданския религии» (СПб., 1722). Д. Кантемир участвовал в переговорах Петра I с Шамхалом Тарковским Адиль-Герем в качестве переводчика. В 1722 г. впервые осуществил латинский перевод «Дербент-наме» и ввел этот труд кумыкского летописца в научный оборот.
Дмитрий Кантемир — автор ряда исторических («Историческое, географическое и политическое описание Молдавии», «Хроника стародавности романо-молдо-влахов», «История возвышения и упадка Оттоманской империи») и философских («Метафизика», «Иероглифическая история», «Верховный суд или спор мудреца с миром или тяжба души с телом») работ. Кантемир — автор сочинений «Диван…», «Жизнеописание Константина Кантемира», «Иероглифическая история» и других. После 1711 года научные интересы Кантемира были обращены к истории. Научная деятельность Кантемира была высоко оценена современниками: он был избран членом Берлинской академии наук, некоторые из его работ, как например «История возвышения и упадка Оттоманской империи» до сих пор являются для ученых бесценным источником деталей и подробностей в вопросе изучения феномена Османской империи.

### Сочинения
- «Неописуемый образ святой науки» (лат. Sacrosanctae scientiae indepingibilis imago). Рукопись на латинском языке хранится в Отделе рукописей Российской Государственной библиотеки.
- «Всеобщая сокращенная логика» (лат. Compendiolum universae logices institutiones). Рукопись на латинском языке хранится в Центральном государственном архиве древних актов, фонд 181, дело 1329 (Москва).
- Книга Систима или Состояние мухаммеданской религии. — СПб., 1722.
- «Князь Молдавии» (лат. Principis Moldaviae). — Petropoli, 1727 (Димитрий Кантемир «Описание Молдавии»). 
 Другие издания этого же труда:
  - «Димитрия Кантемира, бывшего князя в Молдавии, историческое, географическое и политическое описание Молдавии с жизнью сочинителя». С немецкого переложения перевел Василий Левшин. — Москва. В университетской типографии у Н. Новикова, 1789.
  - Скрисоареa Молдовей де Димитрие Кантемир домнул ей… Монастиреa Нямцул ла анул 1825.
  - Operele principelui Demetriu Cantemiru. Descriptio Moldaviae. — Buc., 1872.
  - Димитрий Кантемир «Описание Молдавии». Перевод с латинского Л. Панкратьева. — Кишинев, «Картя молдовеняскэ», 1973.
- «Иероглифическая история» (рум. История иероглификэ). — Кишинэу, 1957. Рукопись на молдавском языке. Москва. Главное архивное управление. Архив древних актов, фонд 181, дело 1419.
- «История образования и падения Оттоманской империи» (лат. Anatationes increraenta et decrementa Aulae Othomanicae). Рукопись на латинском языке хранится в Институте востоковедения РАН. Сектор восточных рукописей, фонд 25, дело 5/1084; 6/1085.
- «Древние романо-молдаво-влашские хроники» (рум. Хроникул векимей а романо-молдо-влахилор, ынтэй пре лимба латиняскэ изводит, ярэ акму пре лимба ромыняскэ скос ку труда ши остенинца луй Димитрие Кантемир). Рукопись на молдавском языке хранится в Москве. Главное архивное управление. Архив древних актов, фонд 181, дело 1420.
- «Описание Молдавии» (рум. Дескриеря Молдовей). — Кишинэу, 1957. (рум.)

## Семья

### Супруги
- Кассандра Кантакузен (1682 — 11 мая 1713, Москва).
- С 14 января 1717 — Анастасия Ивановна Трубецкая (1700—1755).

Ее мать, Ирина Григорьевна, была дочерью Григория Филимоновича Нарышкина, являвшегося двоюродным братом Кириллу Полиевктовичу Нарышкину, то есть отцу Натальи Кирилловны, матери Петра I. Таким образом, Ирина Григорьевна и Наталья Кирилловна приходились друг другу троюродными сестрами, а значит, Анастасия Ивановна приходилась четвероюродной сестрой Петру I. Следовательно, князь Дмитрий в четвертой степени породнился с самим царем.

### Дети
- Дмитрий умер в 1758.
- Мария (1700—1757). Отличалась необычайной красотой. Ходили слухи о том, что Пётр I после скандала с Монсом собирался развестись с Екатериной и жениться на Марии Кантемир. Сразу по воцарении Екатерина удалила соперницу в южные деревни.
- Сербан (170?—1780), бригадир. Супруга — Авдотья Моисеевна Алфимова[26]. Дочь — Елена (1744 — ?). Владел участком в Трёхсвятительском переулке в Москве. Похоронен в Донском монастыре в Москве.
- Матвей (1703—1771), капитан-поручик лейб-гвардии Преображенского полка. С 1734 года был женат на княжне Аграфене Яковлевне Лобановой-Ростовской (1708 (1704?) — 1772), дочери Я. И. Лобанова-Ростовского.
- Константин (1703—1747). Жена (с 1724 года) — княжна Анастасия Дмитриевна Голицына (1698—1746), дочь Дмитрия Михайловича Голицына и Анны Яковлевны Одоевской. Брак бездетный.
- Смарагда (1703—1719).
- Антиох (1708—1744).
- Екатерина-Смарагда (1720—1761) — младшая дочь от брака с Анастасией Ивановной Трубецкой, известная красавица своего времени и супруга (c 6 ноября 1751) Дмитрия Михайловича Голицына. В 1757 году открыла модный салон в Париже, который содержала до самой смерти. Сама будучи бесплодной, стояла у истоков акушерского дела в России. В память о любимой супруге, которую он пережил на 30 лет, Дмитрий Михайлович завещал построить Голицынскую больницу, в вестибюле которой долгое время висел её большой парадный портрет работы Ван Лоо.

## Память

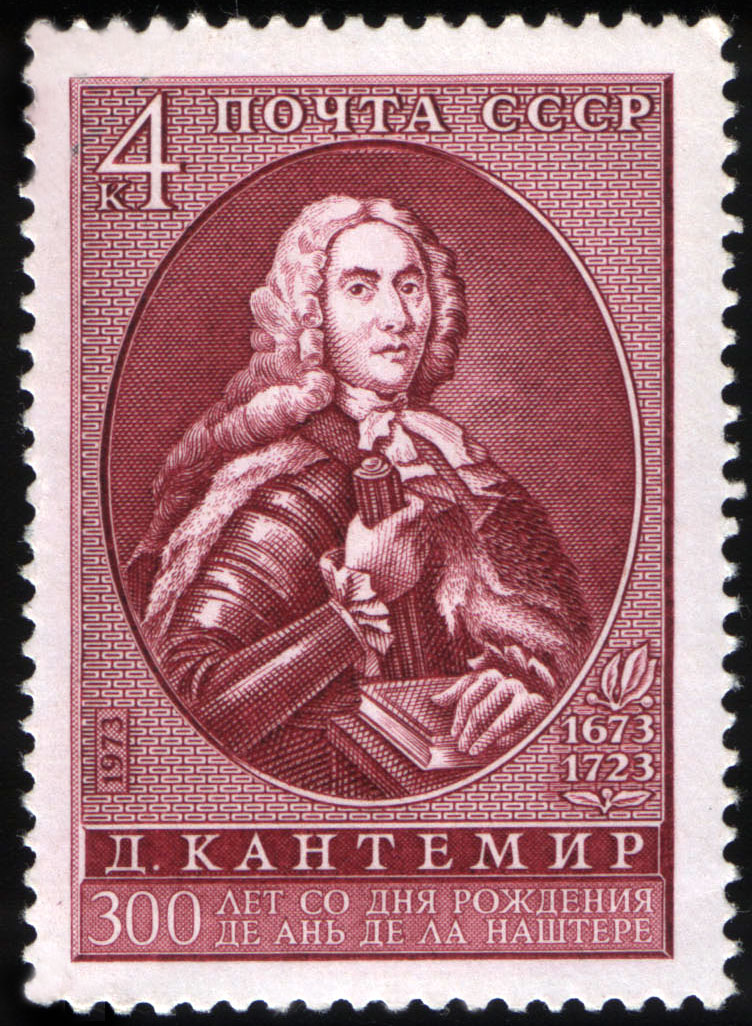
300-летие со дня рождения Д. К. Кантемира. Марка СССР, 1973 г.

На юге Молдавии был образован город Кантемир и Кантемирский район.
В Орловской области районный центр назван в его честь Дмитровском.
5 декабря 2003 года, в честь исполнения 333 лет со дня смерти Дмитрия Кантемира, при финансовой поддержке румынского правительства в Стамбуле был открыт Парк имени Дмитрия Кантемира. На торжественной церемонии открытия присутствовала большая румынская делегация во главе с президентом Румынии Ионом Илиеску.
Именем своего владельца названо поместье Кантемировка. В годы Великой Отечественной войны в районе Кантемировки шли тяжёлые бои. В связи с освобождением станции в декабре 1942 года были названы Кантемировская улица и Кантемировский мост в Санкт-Петербурге. В боях под Кантемировкой приняла боевое крещение сформированная в 1942 году под Воронежем 4-я танковая дивизия, получившая в память об этих событиях наименование Кантемировской. В свою очередь, в честь дивизии названа Кантемировская улица в Москве. По наименованию улицы названа станция Московского метрополитена «Кантемировская».
В 2014 году Дмитрию Кантемиру установлен памятник в Москве на территории музея-заповедника Царицыно.

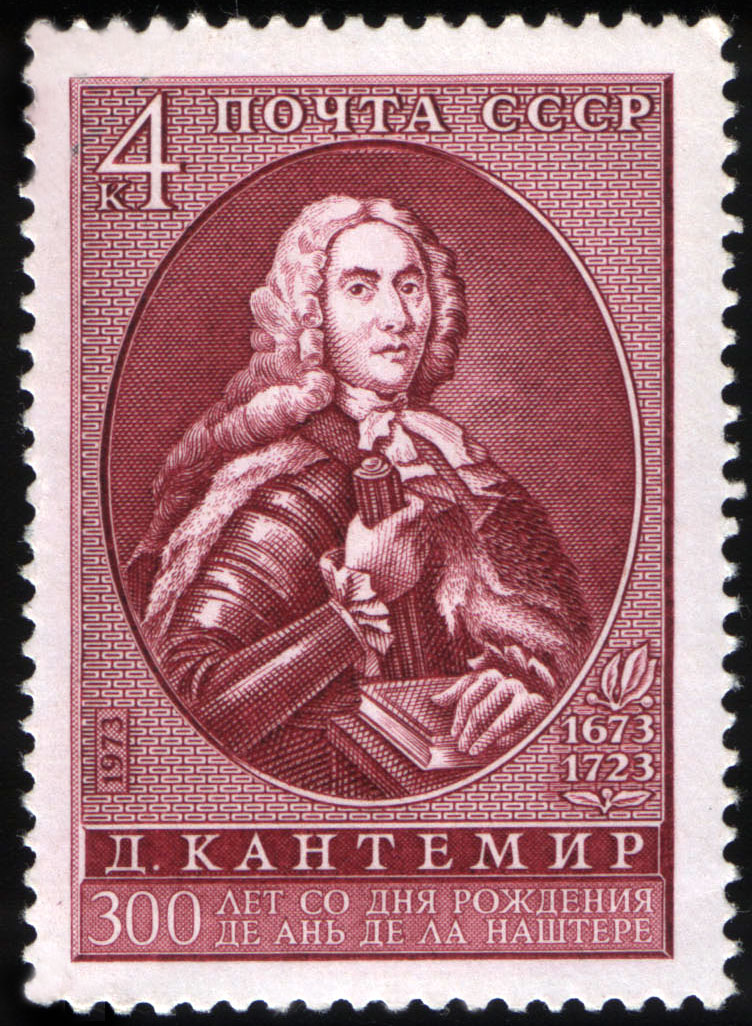
Почтовая марка СССР, 4 копейки (ЦФА 4287, Скотт 4132)
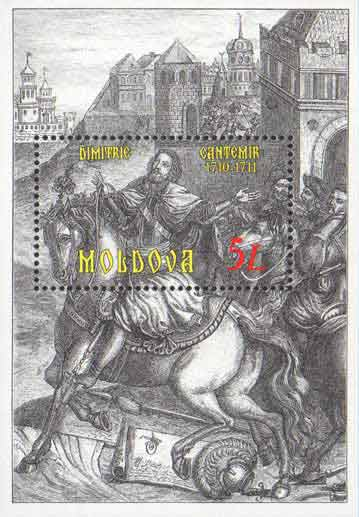
Почтовая марка Молдовы, 2001 год
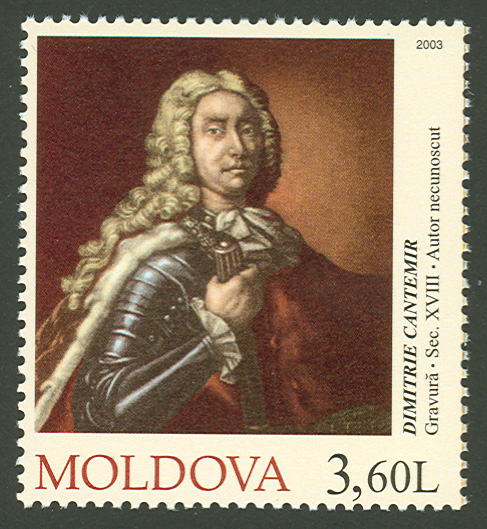
Почтовая марка Молдовы, 2003 год
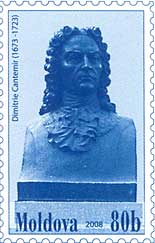
Почтовая марка Молдовы, 2008 год
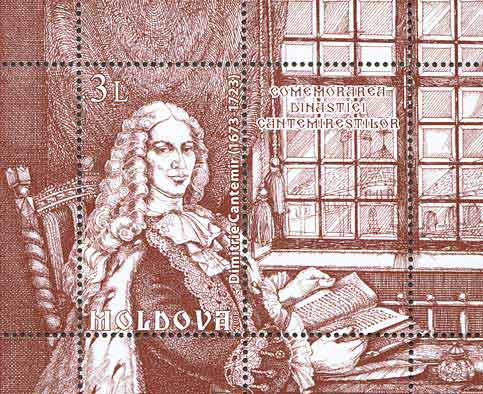
Почтовый блок Молдовы, 2008 год
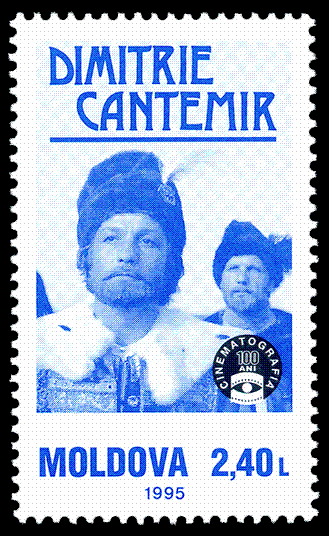
Михай Волонтир в фильме «Дмитрий Кантемир» (1973) на почтовой марке Молдовы
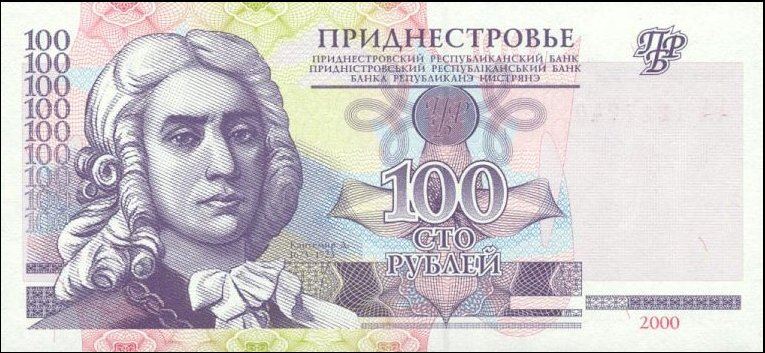
Дмитрий Кантемир на приднестровской купюре, 2000 год
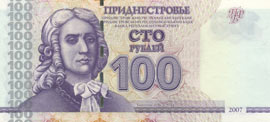
Дмитрий Кантемир на приднестровской купюре, 2007 год
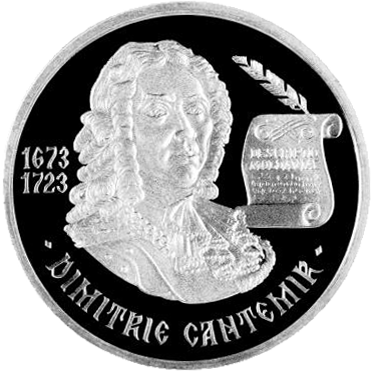
Серебряная монета Молдавии, 2003 год
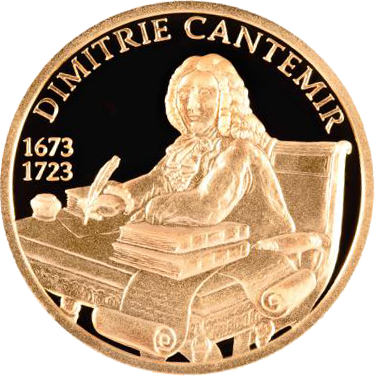
Золотая монета Молдавии, 2008 год

### Кинематограф
Фильмы
- «Румынский мушкетер» (рум. Muschetarul român) — (1975, Румыния). Режиссёр — Георге Витанидис
- «Дмитрий Кантемир» (1973, Молдавия). Режиссёр Владимир Иовицэ и Виталий Калашников.
- «Кантемир» (1973, Румыния). Режиссёр — Георге Витанидис.

Роли
- Михай Волонтир — «Дмитрий Кантемир» (1974).
- Михаил Боярский — «Пётр Первый. Завещание» (2011).